# Dicranomyia gracilis
Dicranomyia gracilis är en tvåvingeart som beskrevs av Edwards 1923. Dicranomyia gracilis ingår i släktet Dicranomyia och familjen småharkrankar. Inga underarter finns listade i Catalogue of Life.